# Audi Q5 II
Cet article concerne la deuxième génération de l’Audi Q5. Pour des informations générales sur l’Audi Q5, consultez Audi Q5.
La deuxième génération de l'Audi Q5 (désignation de type interne FY) est un SUV de taille moyenne disponible de janvier 2017 à 2024. En septembre 2020, une variante à hayon profilé a été présentée, l'Audi Q5 Sportback.

## Présentation
Audi présente la deuxième génération de l'Audi Q5 au Paris Motion Festival 2016. Le véhicule est mis en vente en janvier 2017.
En janvier 2017, Audi présente le SQ5 au Salon international de l'automobile d'Amérique du Nord à Détroit. Celui-ci reprend la transmission de la S4 B9 et il est disponible pour la première fois en Allemagne avec un moteur essence. Il a été lancé en juin 2017.
En avril 2018, l'Audi Q5L a été présenté au Salon de l'automobile de Pékin. Celui-ci a un empattement plus long de 88 mm et offre ainsi plus d'espace à l'arrière du véhicule. Le Q5L est  exclusivement vendu sur le marché chinois depuis juillet 2018.

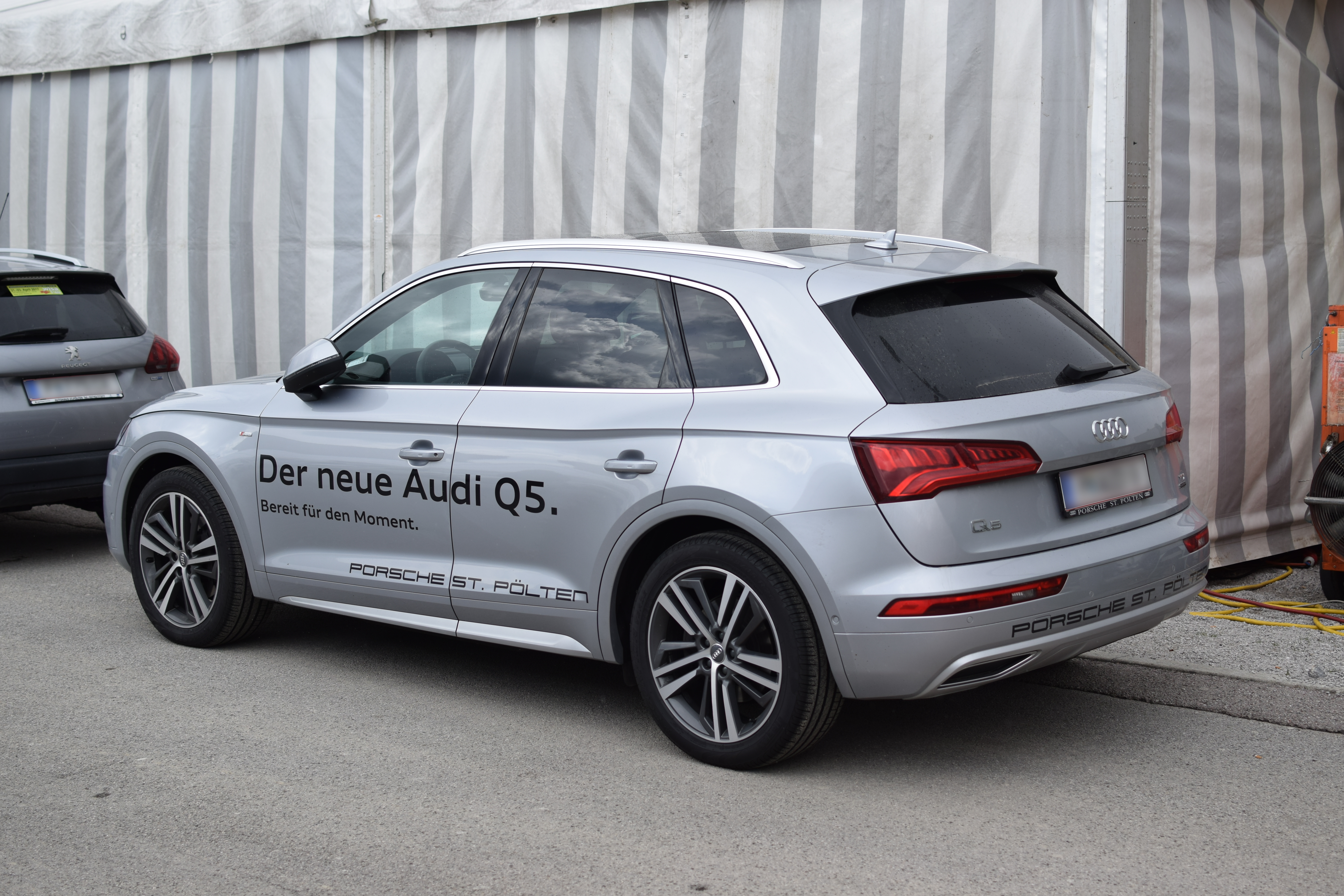
Vue arrière
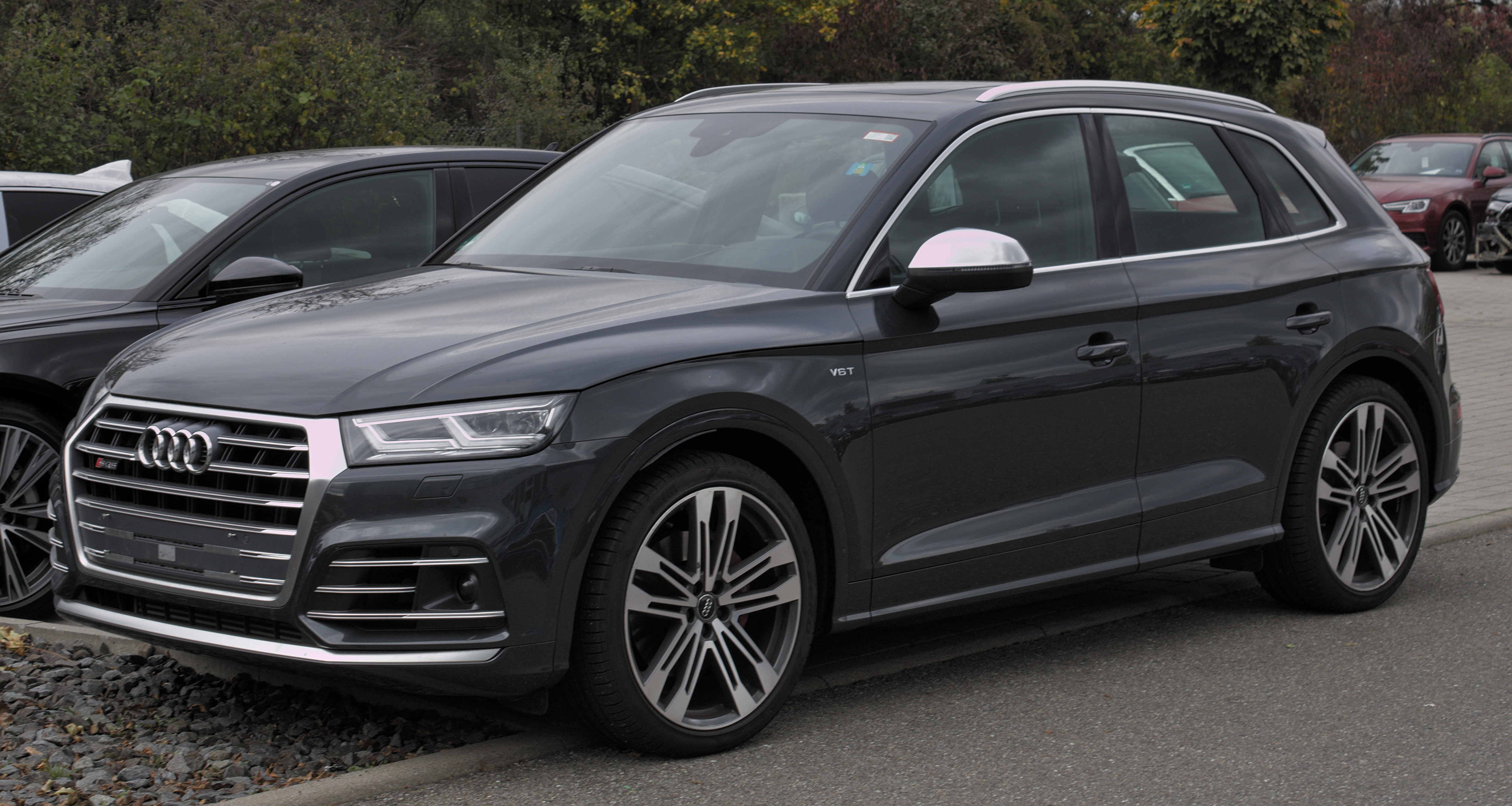
Audi SQ5 (2017–2020)
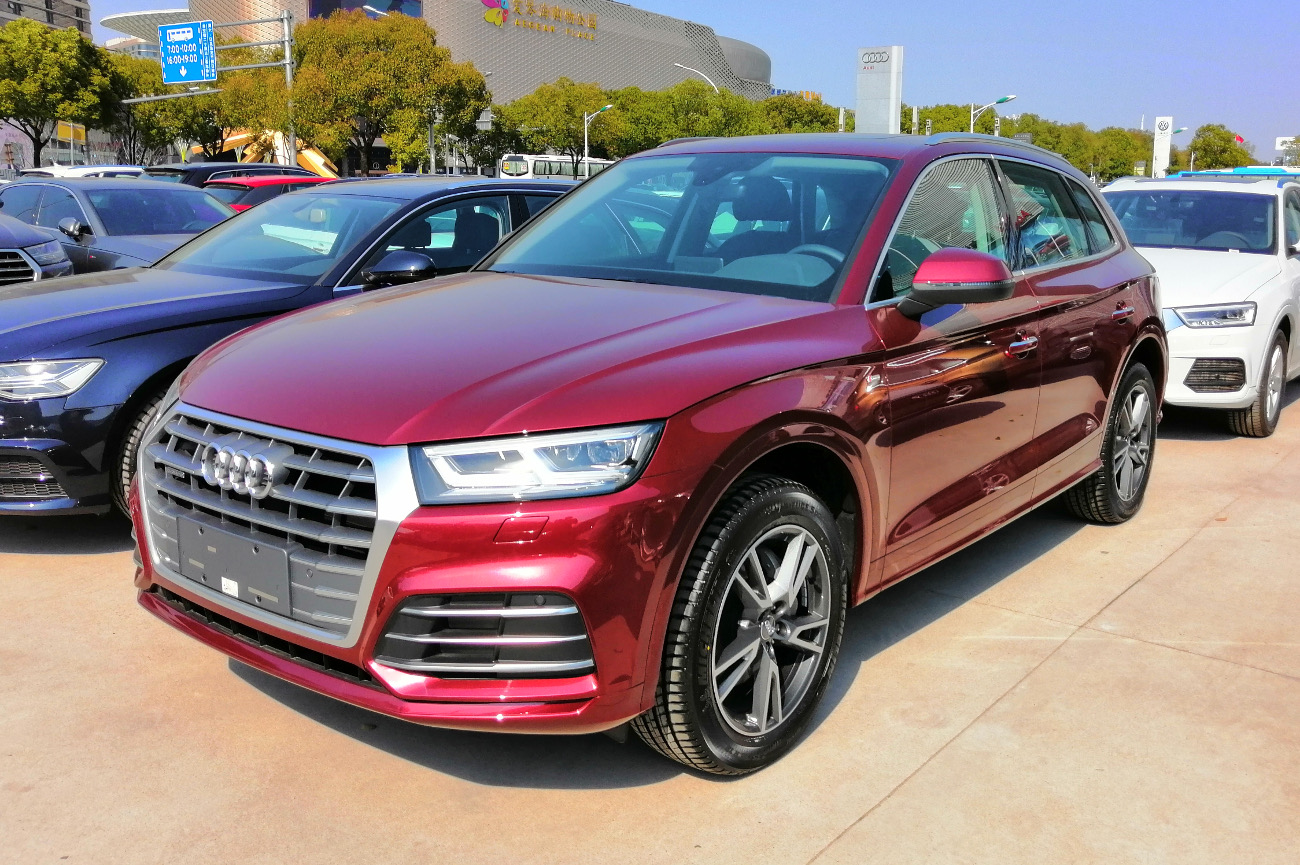
Audi Q5L (depuis 2018)
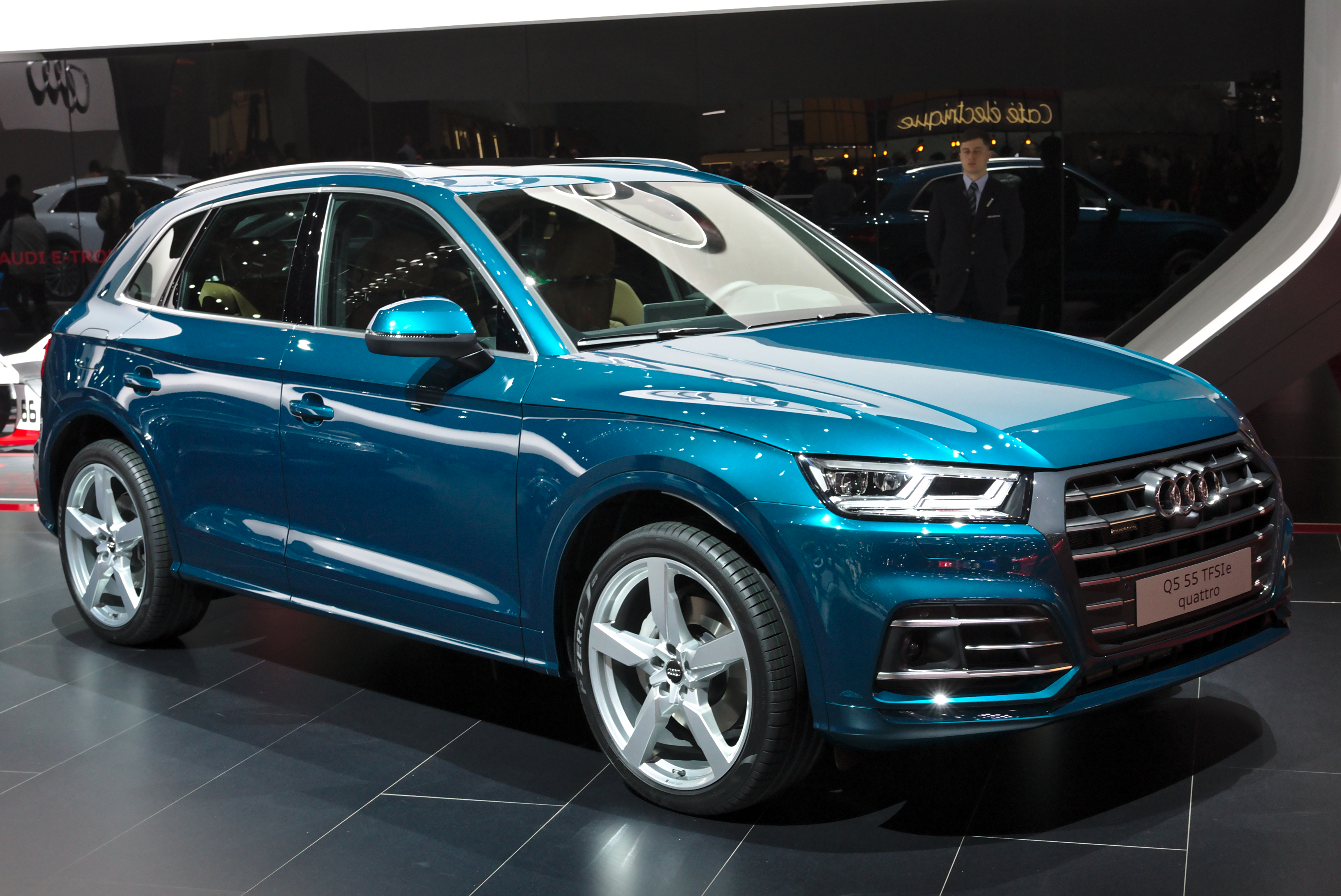
Audi Q5 55 TFSI e (2019–2020)
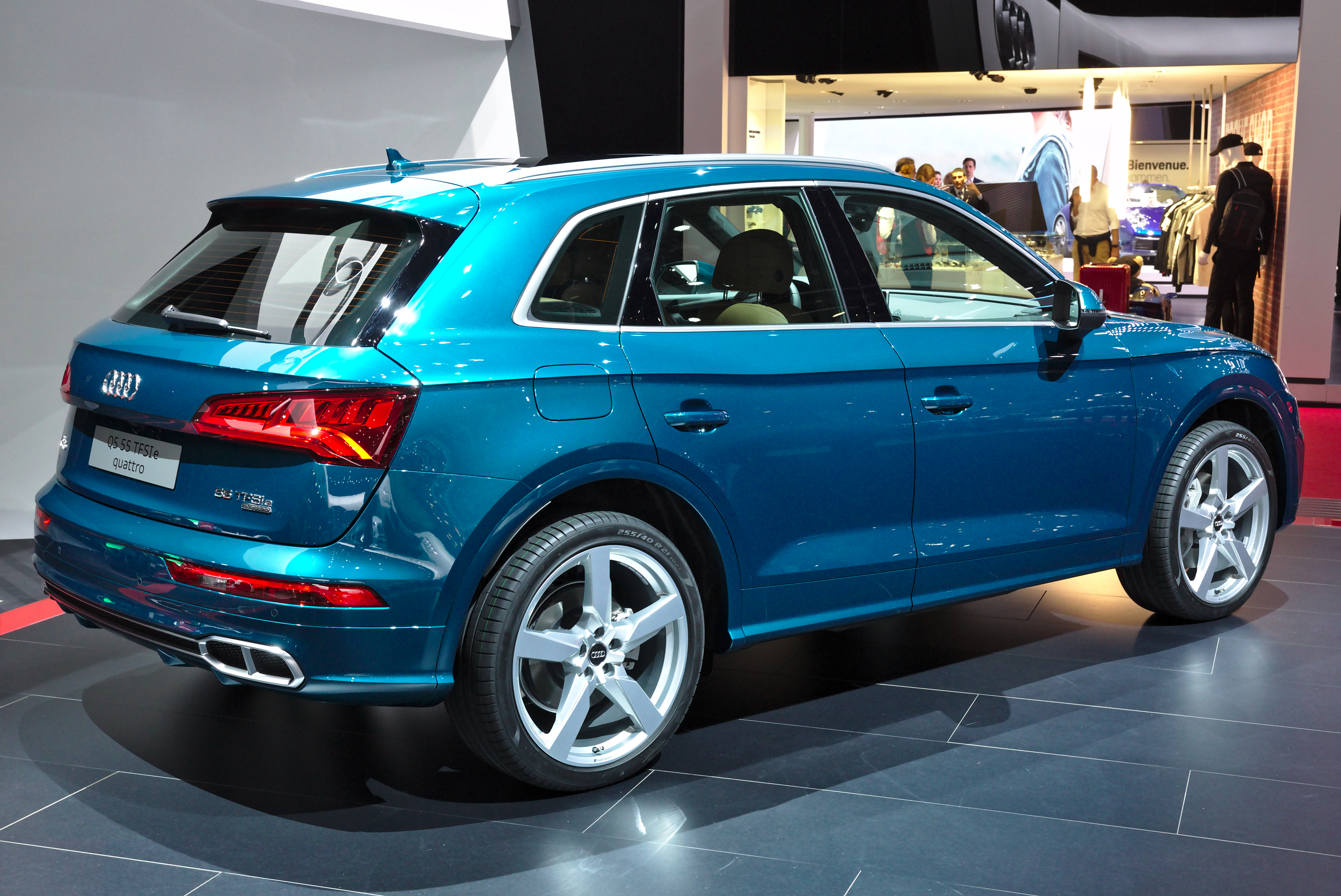
Vue arrière

### Lifting
En juin 2020, le constructeur a présenté le Q5 rénové, qui a été mis en vente sur le marché européen à l'automne 2020.
L'avant et l'arrière ont été modifiés. La calandre révisée en forme d'octogone est frappante, elle est désormais plus plate et apparaît donc plus large. Les pare-chocs avant et arrière ont été revus, ils sont légèrement plus longs que sur le modèle précédent, ce qui augmente la longueur du véhicule de 19 millimètres à 4,68 mètres. Le constructeur a également changé les feux avant et arrière. Les feux diurnes à LED sont maintenant placés en haut dans le phare. Les feux arrière (à LED, feux OLED en option) ont également été modifiés et peuvent être commandés en option avec différentes signatures lumineuses.
Au cours du lifting, des moteurs plus puissants sont également proposés. Le nouveau moteur 40 TDI a une puissance de 150 kW (204 ch) et est soutenu par ce que l'on appelle un alternateur-démarreur à courroie. Selon le constructeur, le système hybride doux permet d'économiser 0,3 litre de diesel aux 100 kilomètres. Deux nouveaux moteurs diesel quatre cylindres seront également disponibles à partir de l'automne.
Le 26 septembre 2020, le Q5 Sportback, une variante de carrosserie avec un toit plus plat basé sur la version rénovée, a été présenté. Il a été lancé au premier semestre 2021.

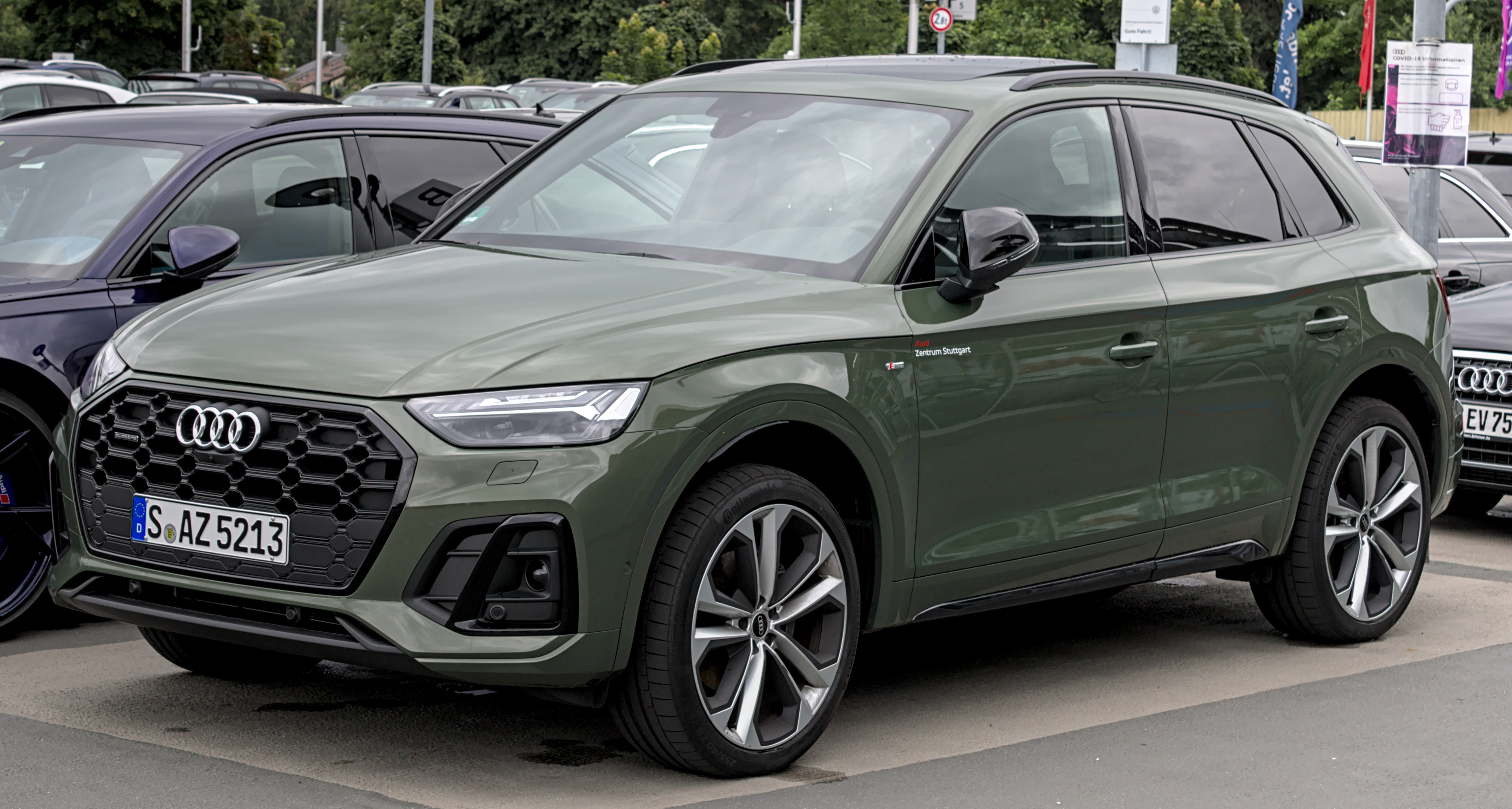
Audi Q5 (depuis 2020)
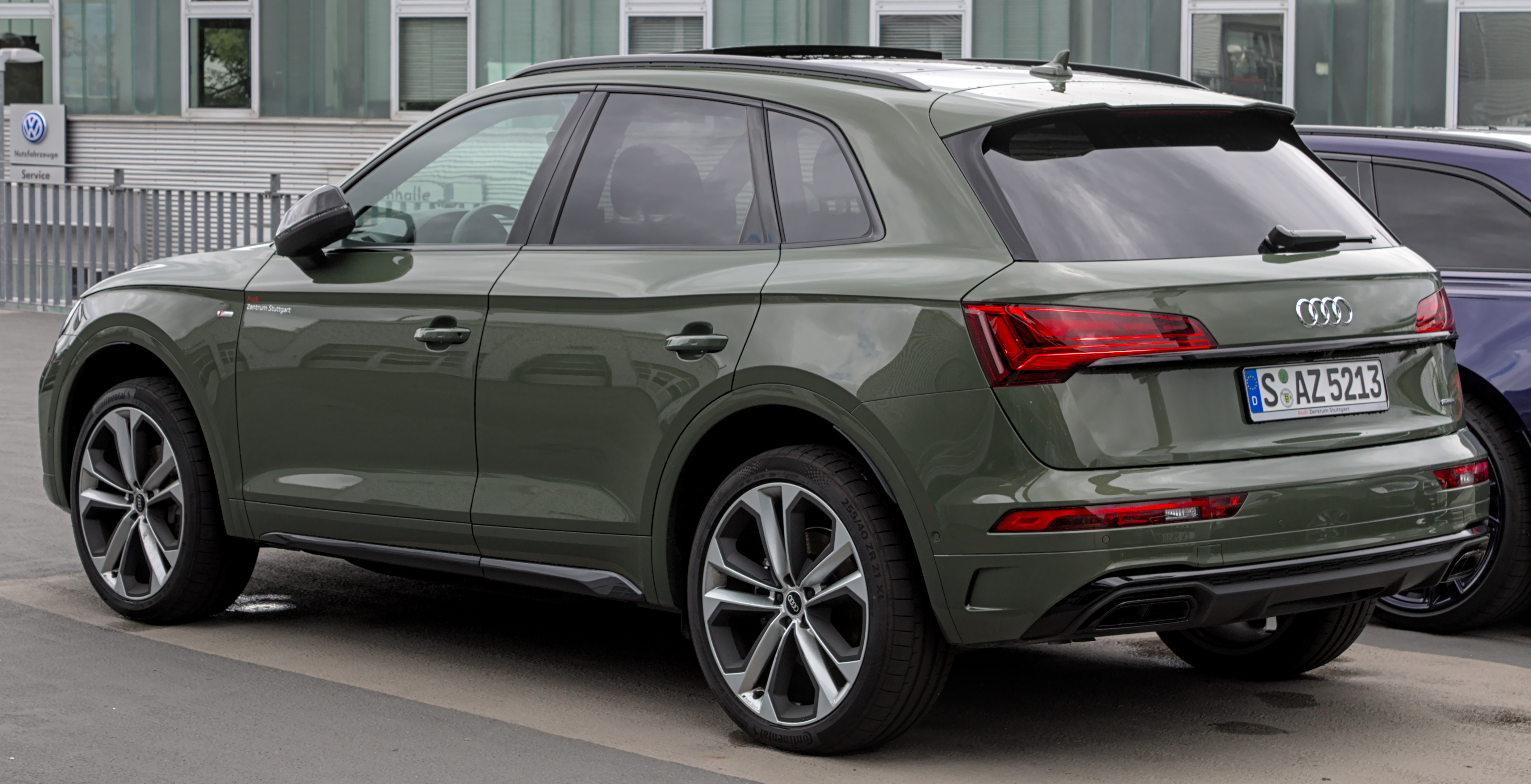
Vue arrière
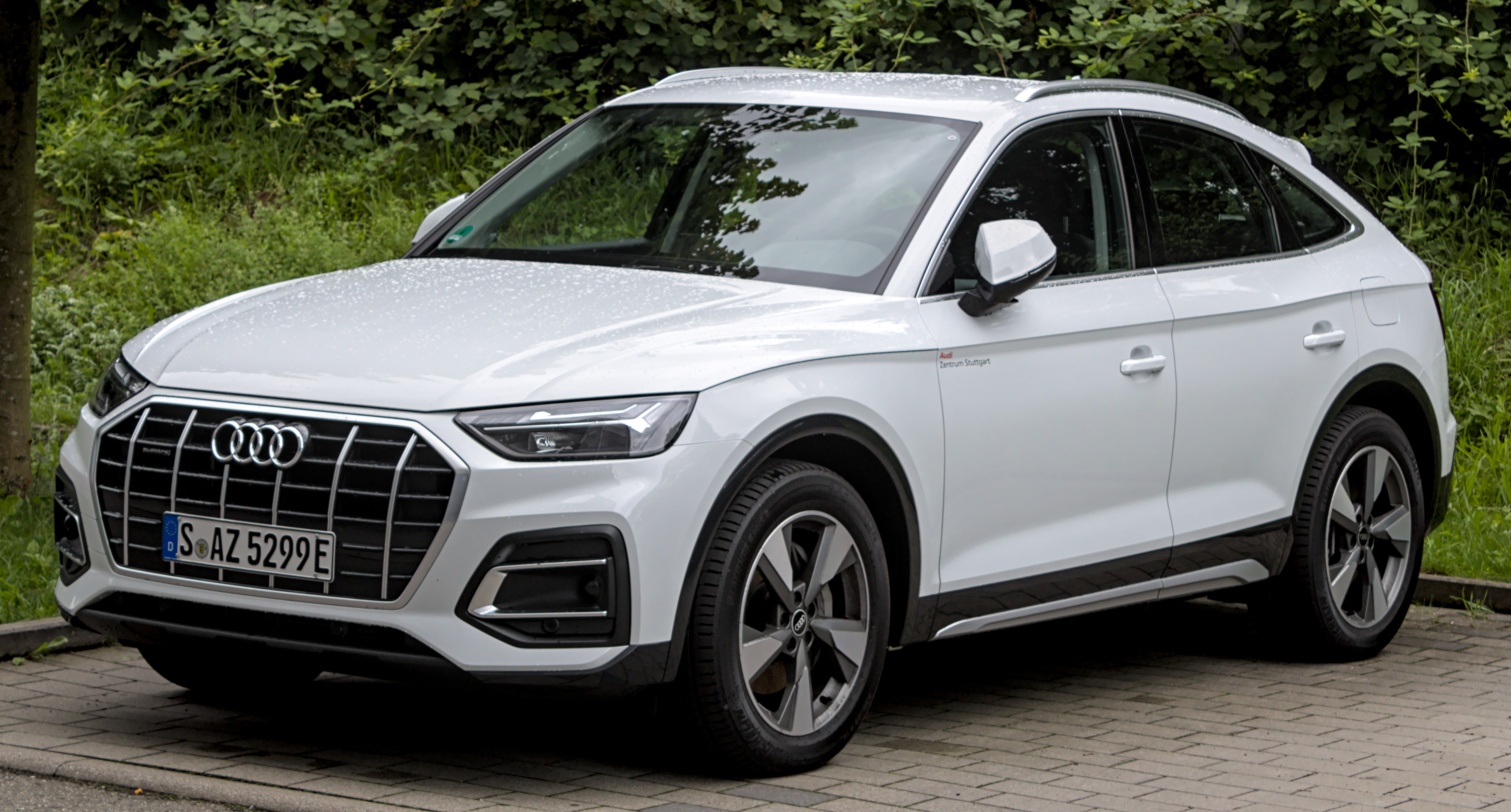
Audi Q5 Sportback (depuis 2021)
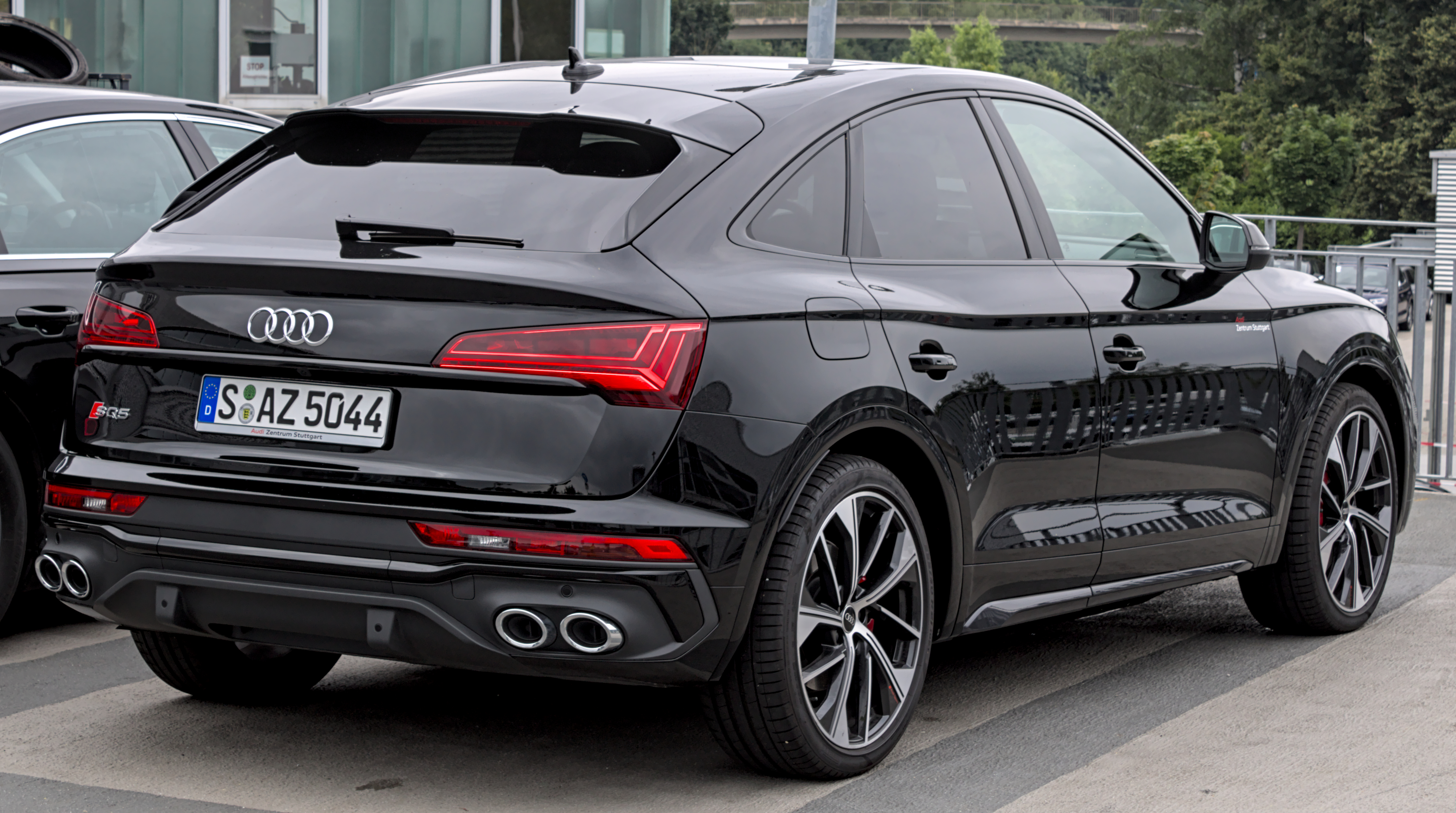
Audi SQ5 Sportback (depuis 2021)

## Technologie et fabrication
Cette génération de Q5 sera construite dans une usine nouvellement construite au Mexique (San José Chiapa). Comme le modèle précédent, le véhicule est basé sur la matrice longitudinale modulaire (MLB), bien que la 2e génération, la MLB evo, soit utilisée ici. Un moteur essence d'une puissance maximale de 185 kW (252 ch) et un moteur diesel à deux niveaux de puissance étaient disponibles lors du lancement sur le marché. Au début, le Q5 n'était disponible qu'en traction intégrale, la traction avant suivant également plus tard pour les modèles avec le moteur diesel le moins puissant.

### Sécurité
Le véhicule a reçu une note de cinq étoiles lors de l’essai de choc Euro NCAP 2017, et lors de l’essai de choc US NCAP effectué par la National Highway Traffic Safety Administration la même année, il a également reçu une note de cinq étoiles.